# Spirited Away: W krainie bogów
Spirited Away: W krainie bogów (jap. 千と千尋の神隠し Sen to Chihiro no kamikakushi; pol. Tajemnicze zaginięcie Sen i Chihiro) – pełnometrażowy film anime z 2001 roku w reżyserii Hayao Miyazakiego.

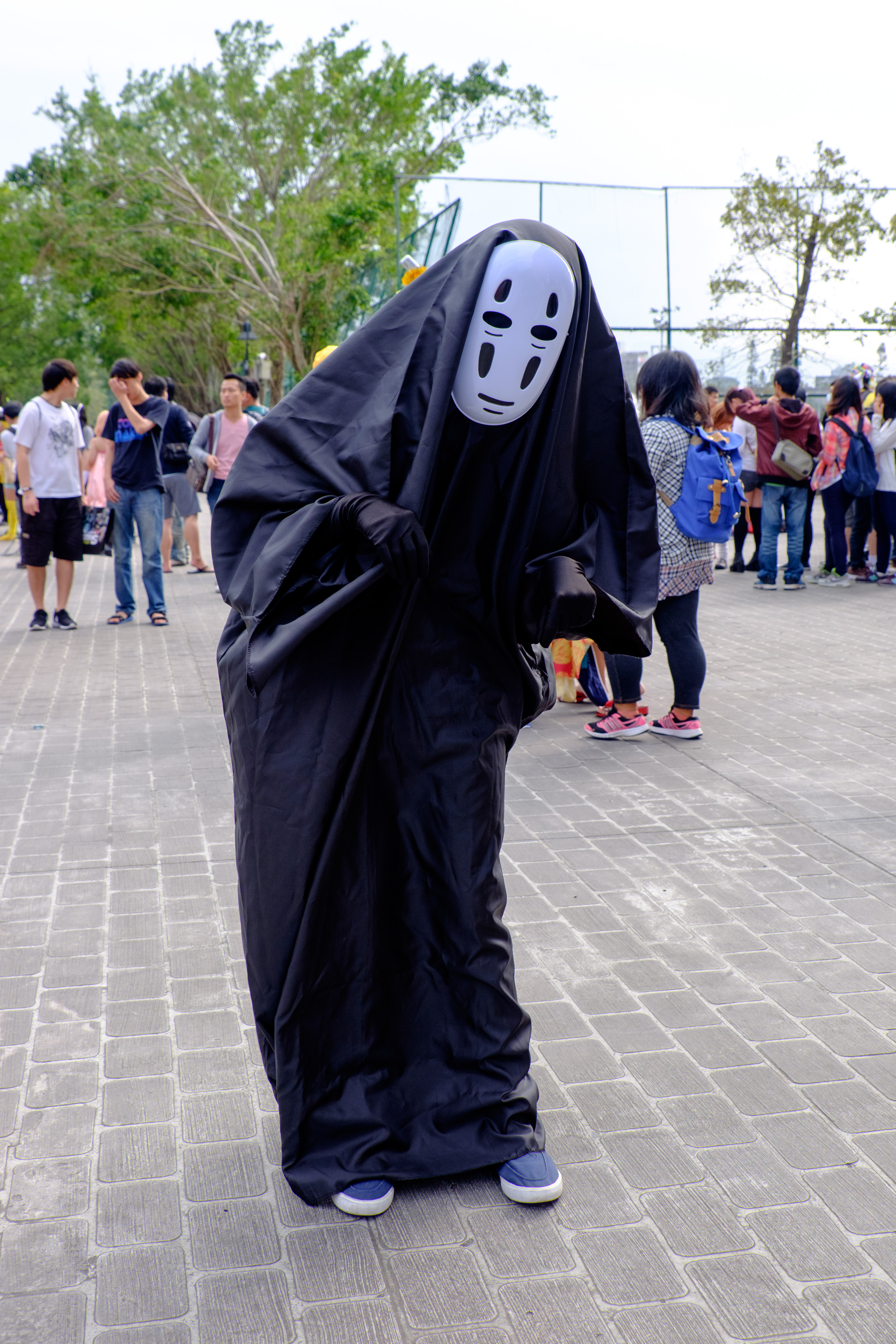
Cosplay Boga bez Twarzy – postaci z filmu

Film osiągnął komercyjny sukces, zwłaszcza w Japonii, gdzie stał się najczęściej oglądanym filmem w kinach wszech czasów, zarabiając 31,6 mld jenów. Film został zdetronizowany dopiero w 2020 roku przez film pełnometrażowy Kimetsu no yaiba, który zarobił 35,7 mld jenów.

## Fabuła
Dziesięcioletnia Chihiro i jej rodzice przeprowadzają się do nowego miasta. Po drodze przypadkowo gubią trasę i zatrzymują się przed dziwnym murem pośrodku lasu. Rodzice Chihiro decydują się zobaczyć, co jest po drugiej stronie ściany i mimo protestów Chihiro przechodzą przez bramę w murze. Wszyscy troje trafiają do miejsca, które wygląda jak opuszczone miasteczko.
Chcąc zaspokoić głód, dorośli żarłocznie jedzą wystawione w jednej z restauracji potrawy, a naburmuszona Chihiro wałęsa się po okolicy, aż trafia na olbrzymią pagodę. Nagle na niebie wschodzi księżyc. Przed Chihiro pojawia się chłopiec, który nakazuje jej natychmiast opuścić miasteczko. Przestraszona Chihiro wraca do rodziców, lecz z przerażeniem odkrywa, że zamienili się w świnie.
Miasteczko w mgnieniu oka zapełnia się dziwnymi zjawami. Chłopiec odnajduje Chihiro i wyjaśnia, że ona i jej rodzice, przechodząc przez bramę, trafili do krainy bogów. Rodzice dziewczynki zostali zamienieni w świnie, ponieważ zjedli posiłki nieprzeznaczone dla ludzi. Chłopiec – o imieniu Haku – zabiera Chihiro do pagody, która okazuje się tradycyjną japońską łaźnią, ale przeznaczoną dla bóstw i przodków. Łaźnią rządzi wiedźma Yubaba. Haku radzi Chihiro, aby ubłagała Yubabę o przyjęcie na służbę i pracą zasłużyła na wolność dla siebie i rodziców.
Dzielna Chihiro musi stawić czoło przeciwnościom w świecie bogów i demonów oraz odnaleźć sposób, aby odczarować rodziców i wrócić do świata ludzi.

## O filmie
Spirited Away: W krainie bogów jest kolejnym filmem animowanym studia Ghibli, który zyskał wielu fanów, nie tylko wśród miłośników anime. W ciągu kilku lat film urósł do rangi kultowego, zaś obecnie wymieniany jest, obok Akiry czy Ghost in the Shell, jako jeden z najważniejszych i najdoskonalszych filmów w historii gatunku. Film doceniony został również przez krytyków oraz Amerykańską Akademię Filmową, która w 2003 roku uznała go za najlepszy film animowany. Serwis Rotten Tomatoes przyznał mu wynik 97%.
Spirited Away: W krainie bogów to angielskie, artystyczne tłumaczenie oryginalnego tytułu, wzbogacone o tłumaczenie na język polski – także artystyczne. Film wszedł na ekrany polskich kin w wersji dubbingowanej, powstałej na podstawie angielskojęzycznego tłumaczenia. Następny film Miyazakiego, Ruchomy zamek Hauru, w 2005 roku również trafił do polskich kin w takiej wersji.

## Obsada

### Wersja oryginalna
- Chihiro/Sen (Rumi Hiiragi – wersja japońska, Joanna Jabłczyńska – wersja polska) – dziesięcioletnia dziewczynka, która przypadkiem trafia z rodzicami do krainy bogów. W zamian za służbę u wiedźmy Yubaby oddaje swoje imię i staje się Sen.
- Haku/Nigihayami Kohaku Nushi, dosł. bóg wartkiej bursztynowej rzeki (Miyu Irino – wersja japońska, Leszek Zduń – wersja polska) – duch rzeki Kohaku, który w ludzkiej formie służy Yubabie.
- Yubaba, dosł. wiedźma od kąpieli (Mari Natsuki – wersja japońska, Mirosława Krajewska – wersja polska) – właścicielka łaźni dla bogów. Złośliwa, chciwa i podstępna wiedźma. Magiczny kontrakt zobowiązuje ją do oszczędzenia każdej istoty, która dobrowolnie odda się jej na służbę.
- Zeniba (Mari Natsuki – wersja japońska, Teresa Lipowska – wersja polska) – bliźniacza siostra Yubaby. Choć wyglądem są identyczne, Zeniba jest ciepła, życzliwa i pomocna.
- Lin (Yumi Tamai – wersja japońska, Monika Kwiatkowska-Dejczer – wersja polska) – służąca w łaźni Yubaby, duch łasicy w postaci człowieka. Pozornie pyskata i złośliwa, w rzeczywistości ciepła i życzliwa.
- Bō (Ryūnosuke Kamiki – wersja japońska, Maria Łobodzińska – wersja polska) – syn Yubaby. Olbrzymie niemowlę, rozpieszczone, okrutne i podłe. Gdy Zeniba zamienia go w mysz, Bō odkrywa, że nie jest pępkiem świata i staje się przyjacielem Chihiro.
- Kamaji, dosł. staruszek od kotłów (Bunta Sugawara – wersja japońska, Jan Janga-Tomaszewski – wersja polska) – kotłowy w łaźni Yubaby. Duch pająka w formie człowieka z wieloma długimi rękami. Podobnie jak Lin, początkowo niegrzeczny wobec Chihiro, staje się jednym z jej przyjaciół.
- Kaonashi, dosł. bez twarzy (Akio Nakamura – wersja japońska) – istota w masce i zwiewnej szacie, wałęsająca się za Chihiro. Z natury milczący i uprzejmy, Kaonashi przejmuje emocje i charakter osób, z którymi przebywa.

## Nagrody i nominacje
Nagrody:
- 2002: Złoty Niedźwiedź – Hayao Miyazaki, najlepszy film
- 2003: Oscar – Hayao Miyazaki, najlepszy pełnometrażowy film animowany
- 2003: Annie – Joe Hisaishi, najlepsza muzyka
- 2003: Annie – Hayao Miyazaki, najlepszy scenariusz
- 2003: Annie – Hayao Miyazaki, najlepszy film animowany
- 2003: Saturn – Joe Hisaishi, najlepsza muzyka

Nominacje:
- 2003: Saturn – Joe Hisaishi, najlepsza muzyka
- 2003: Saturn – Hayao Miyazaki, najlepszy scenariusz
- 2003: César – Hayao Miyazaki, najlepszy film zagraniczny
- 2003: Hugo – Hayao Miyazaki, najlepsza prezentacja dramatyczna, długa forma
- 2004: BAFTA – Hayao Miyazaki, najlepszy film obcojęzyczny
- 2004: BAFTA – Toshio Suzuki, najlepszy film obcojęzyczny